# Gabriele Hiller (Politikerin)

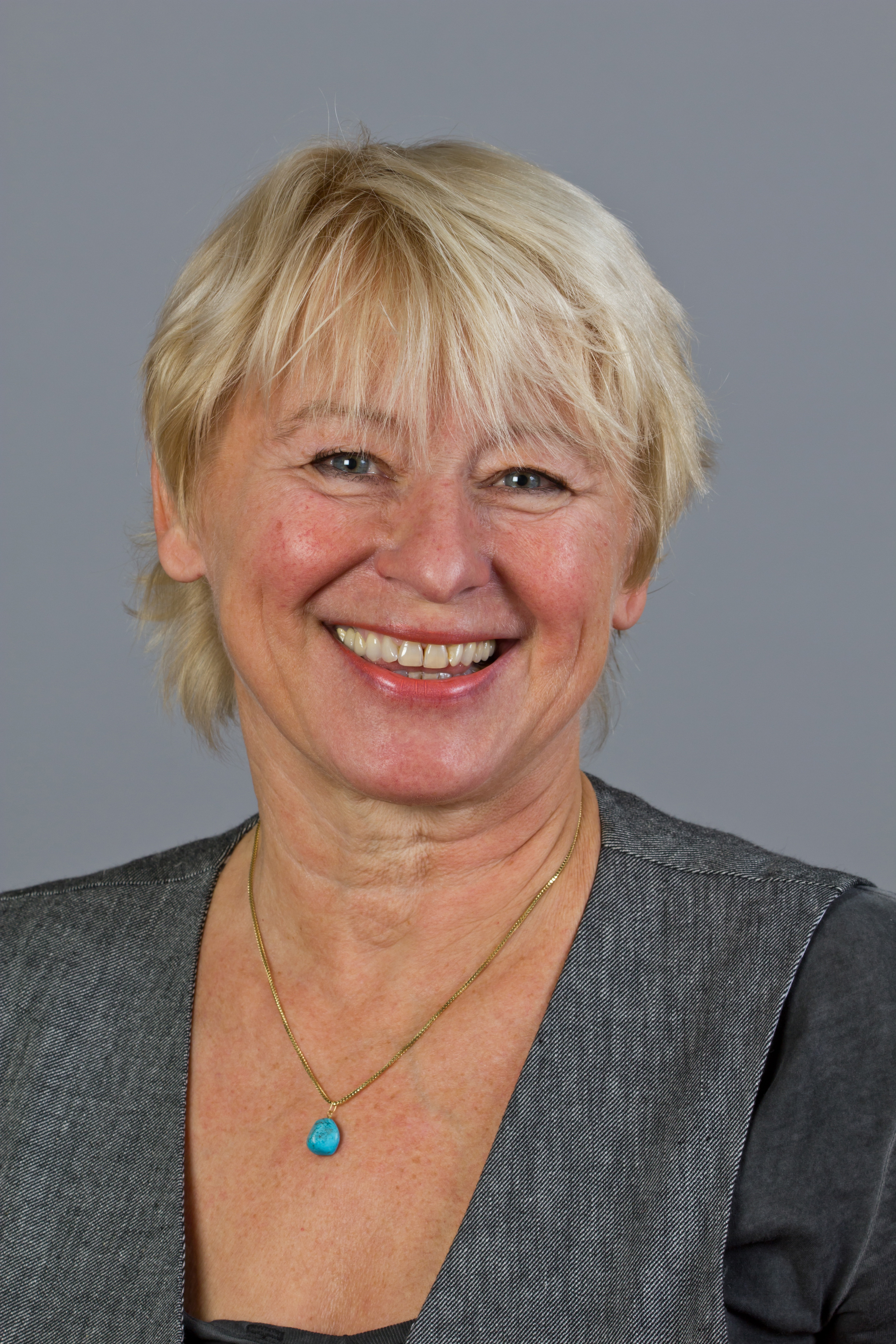
Gabriele Hiller

Gabriele Hiller (* 21. November 1959 in Kamenz) ist eine deutsche Politikerin (Die Linke) in Berlin.

## Leben
Gabriele Hiller absolvierte nach dem Abitur ein Studium der Sportwissenschaften an der Humboldt-Universität zu Berlin und schloss dieses 1982 als Diplomlehrerin für Sport und Geografie ab. Danach arbeitet sie als Wissenschaftliche Assistentin und wurde 1987 zum Dr. paed. promoviert. Anschließend unterrichtete sie an mehreren Berliner Schulen. Parallel dazu absolvierte in den Jahren 1995 und 1996 ein Ergänzungsstudium und wurde anschließend Studienrätin. 
Seit dem Schuljahr 2017/18 unterrichtet sie wieder an einer weiterführenden Schule in Lichtenberg Sport, Geografie und Politische Weltkunde.

## Politik
Hiller trat 1981 der SED bei und kam mit ihrer Partei zur PDS. Sie war ab 1990 Bezirksverordnete für Hellersdorf, Marzahn und Marzahn-Hellersdorf. Zwischen 2001 und 2011 hielt sie einen Sitz im Abgeordnetenhaus von Berlin für den Wahlkreis Marzahn-Hellersdorf 7. Von 2011 bis 2016 hatte sie das Direktmandat des Wahlkreises Marzahn-Hellersdorf 3. Sie war Vorsitzende des Ausschusses für Europa- und Bundesangelegenheiten und Medien sowie medien- und sportpolitische Sprecherin ihrer Fraktion. 
Bei der Wahl zum Abgeordnetenhaus von Berlin 2016 verlor Hiller ihr Direktmandat an die damalige AfD-Politikerin Jessica Bießmann, die Anfang November 2018 aus der AfD-Fraktion des Abgeordnetenhauses ausgeschlossen wurde.